# 大正鉱業
大正鉱業（たいしょうこうぎょう）は大正から昭和時代中期まで、福岡県筑豊炭田の炭鉱で石炭の採掘・販売を行っていた企業。大正鉱業株式会社。
1914年（大正3年）5月5日、伊藤伝右衛門の単独経営であった新手炭鉱株式会社が商号を変更し、古河鉱業との共同出資による大正鉱業株式会社が設立される。1906年（明治39年）に開抗された遠賀郡長津村中鶴（現中間市）の中鶴炭坑を主軸として、各炭坑を一つにまとめた。筑豊御三家に次ぐ出炭規模を誇ったが、太平洋戦争後の昭和30年代にはエネルギー革命により急速に業績は悪化、巨額の赤字決算を出すようになる。希望退職者を主とした企業整備が始まり、複数の労働組合による激しい争議が繰り返され、1964年（昭和39年）12月に解散した。
今は中間市に「偲郷碑」が残るのみである。